# Sljeme linbana
Sljeme linbana (kroatiska: Žičara Sljeme) är en kabinbana som förbinder Kroatiens huvudstad Zagreb med bergstoppen Sljeme på Medvednica. Den ursprungliga linbanan var i bruk mellan 
åren 1963 och 2007 men revs år 2017. År 2019 inleddes arbetena med att återuppbygga linbanan. Den planerade återinvigningen av Sljeme linbana skedde under det första halvåret år 2020.

## Den gamla linbanan (1963–2007)
Den ursprungliga linbanan togs i bruk den 27 juni 1963 och den blev snart ett populärt färdmedel som förband Zagreb med det natursköna områdena på berget Medvednica. Den hade 90 kabiner som var och en hade plats för fyra personer. Linbanans längd var 4 017 meter. Passagerarna färdades i en hastighet av tre meter per sekund och den totala färdtiden från markstationen till bergstationen var 23 minuter. Den 5 juni 2007 inträffade ett elektriskt motorhaveri som stoppade all vidare trafik. Det konstaterades att hela linbanesystemet var föråldrat och trafikoperatören ZET bedömde att det inte var ekonomiskt lönsamt att åtgärda haveriet. Den 1 juli 2007 stängdes linbanan officiellt och år 2017 revs den.

## Den nya linbanan (2019–)
Staden Zagrebs myndigheter tog tidigt initiativ till att återuppbygga linbanan men på grund av olika problem, till stora delar relaterade till markägarförhållandena längs med linbanerutten, dröjde det innan arbetena inleddes. I en offentlig upphandling år 2018 fick bolaget GIP Pionir i uppdrag att uppföra den nya linbanan med tillhörande objekt till ett värde av närmare 56 miljoner euro. Den 15 januari 2019 inleddes arbetena som beräknades ta 455 dagar och var indelade i två etapper. Första etappen inkluderade uppförandet av ett parkeringshus vid linbanans nedre station som är belägen vid bosättningen Gračansko Dolje i stadsdelen Podsljeme. Parkeringshuset vid den nedre stationen är byggt i två våningar och har plats för 200 fordon. 
Den nya linbanan har i stort sett den gamla linbanans sträckning upp till Sljeme. Den har fyra stationer, är 5 017 meter lång och har 84 kabiner som var en har plats för 10 passagerare. Passagerarna färdas i en hastighet av 6 meter per sekund och färden tar cirka 16 minuter. Linbanan kan transportera 1 500 passagerare i timmen.